# Villányi László (költő)
Villányi László (Győr, 1953. május 19. –) József Attila-díjas (2003) magyar költő.

## Életpályája
Szülei: Villányi Jenő és Szabados Magdolna. 1971-ben érettségizett a Jedlik Ányos Gépipari technikumban. A Szombathelyi Tanárképző Főiskolán szerzett diplomát népművelés-magyar szakon 1979-ben. Szülővárosában népművelőként, tanárként dolgozott. 1990 és 2020 között volt a győri Műhely folyóirat főszerkesztője.
2015-ben a Magyar Tudományos Akadémia Széchenyi Irodalmi és Művészeti Akadémiája felvette tagjai közé. A Széchenyi Irodalmi és Művészeti Akadémián 2015. május 21-én tartott székfoglaló előadásának címe: A költészet mibenléte.

## Művei
- Délibábünnep (1978)
- Falovak (1982)

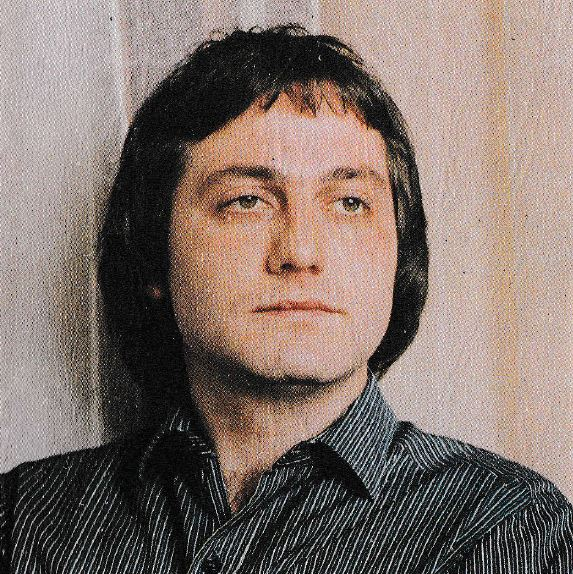
Az 1982-es Falovak című verseskötetén
(Csigó László felvétele)

- Gyertek már, megjött Ödi fényképezni! (gyermekregény, 1985)
- Alázat (1990)
- Az alma íze (1994)
- Vivaldi naplójából. Villányi László versei (1997)
- A szabadkai villamos (1998)
- Egy másik élet. Válogatott és új versek (2000)
- Időközben (2003)
- Volna a szerelem (2006)
- Valaki majd. Ismeretlen költőnők versei (2008)
- Mondja édesanyám (2009)
- Under tiden (2010) – Az "időközben" svédországi kiadása Daniel Gustafsson fordításában
- Ámulat (2011)
- Győri idők (2013)
- Folyótól folyóig; Új Forrás, Tata, 2014 (Új Forrás könyvek)
- Kimméria (2014)
- Egyszer csak (2016)
- Voltaképpen (esszék, 2017)
- Mindenek előtt. Versek; Kalligram, Bp., 2020

## Filmjei
- A liliom hangja (1993)[1]
- Rejtőzködések (1996)
- A flamingó térde (2001) (Hartyándi Jenővel közösen)

## Díjai
- Radnóti-díj (1979)
- Móricz Zsigmond-ösztöndíj (1981)
- Soros-ösztöndíj (1990, 1997)
- Déry Tibor-díj (1991)
- Győr művészetéért díj (1997)
- Az Év könyve-díj (1998)
- Greve-díj (1999)
- Kormos István-díj (2000)
- József Attila-díj (2003)
- Zelk Zoltán-díj (2009)
- Szépíró-díj (2012)
- Párhuzamos Kultúráért díj (2013)[2]
- Alföld-díj (2017)

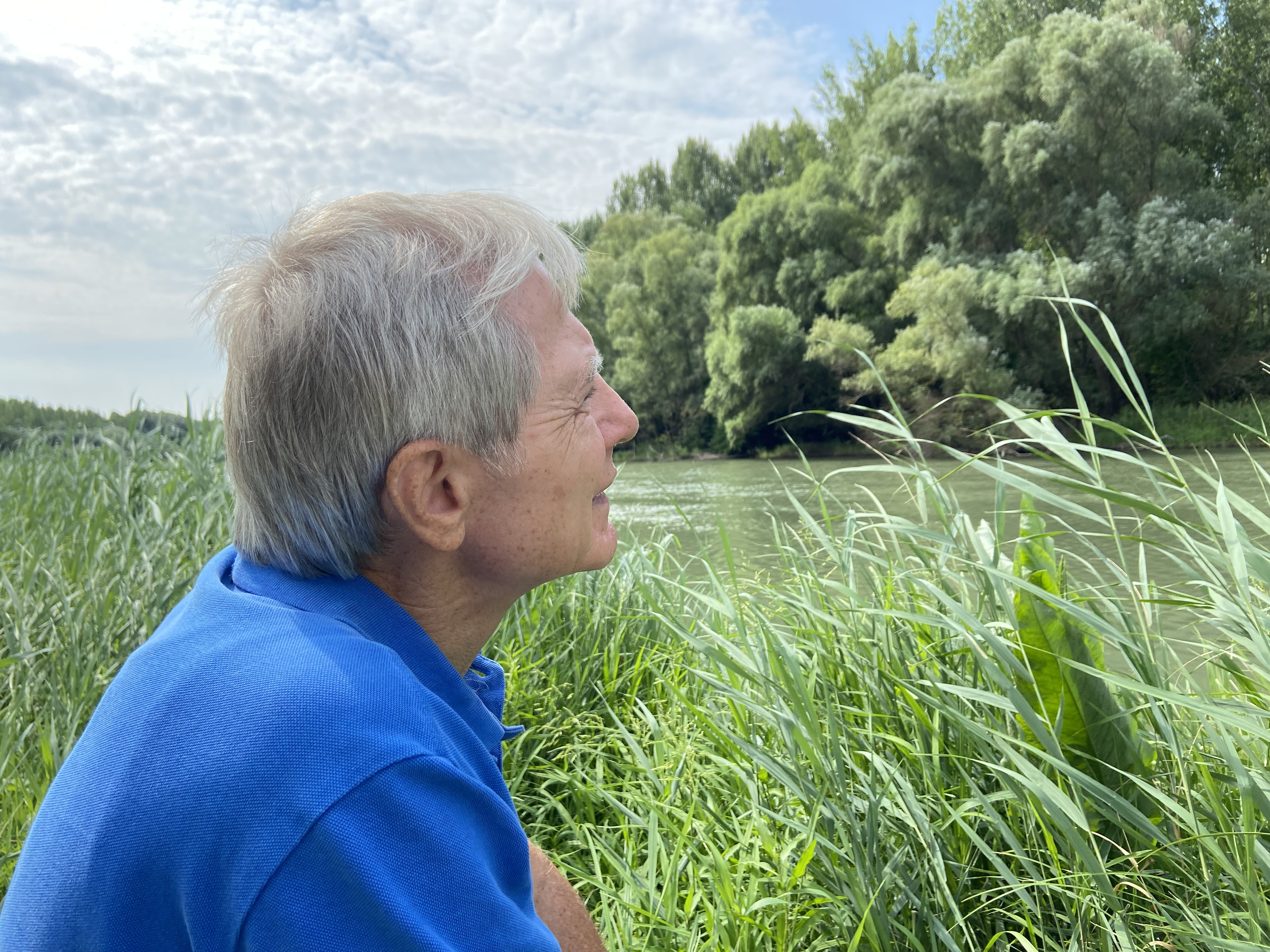
2022-ben (Krajcsovics Éva felvétele)

- Székelyföld-díj, Székely bicskarend (2018)
- A Magyar Érdemrend lovagkeresztje (2018)